# Ветренніков Сергій Юрійович
Сергій Юрійович Ветренніков (нар. 24 березня 1976, Сімферополь, УРСР) — український футболіст, захисник.

## Життєпис
Виступав за «Таврію», сімферопольське «Динамо», алчевську «Сталь», «Металіст» і ФК «Харків». У вищій лізі провів 135 матчів, забив 1 м'яч. У Першій лізі провів 109 матчів, забив 4 м'ячі. Срібний призер Першої ліги України сезону 2003/04 років.
З 2008 року виступав за кримський клуб «ІгроСервіс» під 21 номером.
Після анексії Криму росіянами перейшов на бік окупантів і виступав у аматорському чемпіонаті Криму за «Скіф-Рубін», після чого з сезону 2018/19 до 2020 року обіймав посаду начальника команди «ТСК-Таврія». Також виступав за збірну ветеранів Криму на пропагандистських змаганнях.